# Piotr Woronin
Piotr Nikołajewicz Woronin (ros. Пётр Николаевич Воронин, ur. 1913 we wsi Starowo w guberni twerskiej, zm. w maju 1995 w Moskwie) – funkcjonariusz radzieckich służb specjalnych, generał porucznik wojsk łączności.

## Życiorys
Był instruktorem szkoły fabryki elektromechanicznej im. Dzierżyńskiego w obwodzie moskiewskim, technikiem i inżynierem fabryki elektromechanicznej. W 1933 skończył rabfak łączności, od października 1933 do maja 1939 studiował w Akademii Łączności w Moskwie. Od 1939 do maja 1940 inżynier zarządu budowy magistrali Moskwa-Chabarowsk Ludowego Komisariatu Łączności ZSRR, następnie w organach NKWD, inżynier Wydziału 2 Specjalnego NKWD ZSRR, inżynier łączności NKWD ZSRR, od 11 września 1941 porucznik bezpieczeństwa państwowego, od sierpnia 1947 w łączności MGB ZSRR, od 25 lipca 1949 do 14 marca 1953 szef oddziału łączności rządowej MGB ZSRR. Od 14 marca 1953 do 8 kwietnia 1954 szef Wydziału "S" MWD ZSRR, od 8 kwietnia 1954 do 23 czerwca 1959 szef Wydziału "S" KGB ZSRR, 14 stycznia 1956 awansowany na generała majora służby inżynieryjno-technicznej, od 23 czerwca 1959 do 13 marca 1969 szef wydziału łączności rządowej/naczelnik wojsk łączności rządowej KGB ZSRR, 9 grudnia 1964 mianowany generałem porucznikiem wojsk łączności, od 13 marca 1969 do października 1973 ponownie szef wydziału łączności rządowej KGB ZSRR.

## Odznaczenia
- Order Czerwonego Sztandaru (trzykrotnie - 10 czerwca 1945, 4 stycznia 1954 i 30 października 1967)
- Order Czerwonego Sztandaru Pracy (trzykrotnie - 7 maja 1964, 31 sierpnia 1971 i 25 marca 1974)
- Order Wojny Ojczyźnianej II klasy (22 sierpnia 1944)
- Order Czerwonej Gwiazdy (dwukrotnie - 21 lutego 1945 i 24 listopada 1950)
- Order „Znak Honoru” (25 grudnia 1943)
- Odznaka "Zasłużony Funkcjonariusz NKWD" (24 listopada 1944)

I 7 medali.